# Луцик Анастасія Миколаївна
Анастасія Миколаївна Луцик (1935, село Мильне, тепер Тернопільського району Тернопільської області — 8 серпня 1973, село Мильне Тернопільського району Тернопільської області) — українська радянська діячка, доярка колгоспу «Правда» Зборівського району Тернопільської області. Герой Соціалістичної Праці (22.03.1966). Депутат Верховної Ради СРСР 6—7-го скликань.

## Біографія
Народилася в січні 1935 року в селянській родині. Освіта середня: закінчила школу в селі Мильне.
У 1954—1959 роках — свинарка колгоспу «Правда» села Мильне Заложцівського району Тернопільської області.
У 1959—1961 роках — секретар виконавчого комітету Мильнівської сільської ради депутатів трудящих Заложцівського району Тернопільської області.
З 1961 року — доярка колгоспу «Правда» села Мильне Заложцівського (потім — Зборівського) району Тернопільської області.
Член КПРС з 1963 року.
У 1972 році заочно закінчила біологічний факультет Тернопільського педагогічного інституту.

## Нагороди
- Герой Соціалістичної Праці (22.03.1966)
- орден Леніна (22.03.1966)
- медалі